# Élection présidentielle équatoguinéenne de 2022
L'élection présidentielle équatoguinéenne de 2022 a lieu le 20 novembre 2022 afin d'élire le président de la république de Guinée équatoriale pour un mandat de sept ans. Anticipé de cinq mois, le scrutin se tient en même temps que les élections parlementaires.
Le président sortant, Teodoro Obiang Nguema Mbasogo, est réélu pour un nouveau septennat.

## Contexte

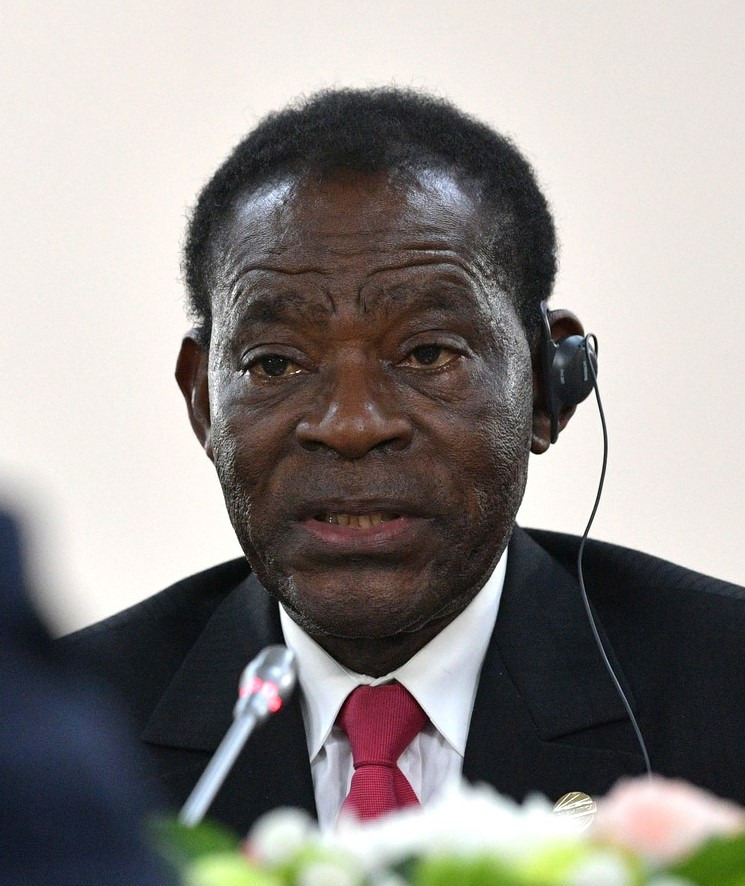
Teodoro Obiang Nguema Mbasogo en 2019

Au pouvoir depuis 1979, Teodoro Obiang Nguema Mbasogo est réélu en 2016 avec 93,53 % des voix et une participation de 92,70 % pour un nouveau septennat. Âgé de 80 ans, il est l'un des chefs d'État les plus âgés au monde, ainsi que le plus ancien président en exercice avec un total, en 2022, de 43 années au pouvoir. La vie politique équatoguinéenne est largement dominée par son parti, le Parti démocratique de Guinée équatoriale (PDGE),.
Initialement prévue en avril 2023, l'élection présidentielle de 2022 est organisée cinq mois avant la date prévue, en même temps que les élections parlementaires, officiellement afin de faire des économies dans un contexte de crise énergétique mondiale.
L'avancement du scrutin intervient cependant dans le contexte national d'une lutte pour la succession dynastique au poste de chef de l'État. Teodoro Obiang Nguema Mbasogo prépare en effet depuis plusieurs années sa succession en faveur de son fils, Teodoro Nguema Obiang Mangue, dit « Teodorín », devenu vice-président et numéro deux du régime depuis la création de ce poste en 2011. La désignation de Teodorín comme candidat du PDGE à l'élection prévue pour 2023 est alors attendue courant 2021. Cette succession fait néanmoins l'objet d'une lutte de pouvoir entre le fils et plusieurs caciques du régime. À la surprise générale, le congrès du parti ne procède pas à l'annonce attendue, et l'élection est finalement convoquée de manière anticipée. Le 23 septembre 2022, un nouveau congrès du PDGE désigne pour candidat le président sortant, à l'unanimité,.

## Système électoral
Le président de la république de Guinée équatoriale est élu au scrutin uninominal majoritaire à un tour pour un mandat de sept ans, renouvelable une seule fois de manière consécutive. Est ainsi élu le candidat ayant recueilli le plus de suffrages exprimés, en un seul tour de scrutin.
Les candidats doivent être de nationalité équatoguinéenne de naissance, ne pas avoir d'autre nationalité, avoir vécu dans le pays depuis cinq ans de manière ininterrompue, et être âgé d'au moins quarante ans. La révision de la Constitution, adoptée par référendum en 2011, a supprimé la limite supérieure d'âge de soixante-quinze ans. En plus d'instaurer une limite à deux mandats consécutifs, cette révision a également créé le poste de vice-président, nommé par le président au sein de son parti. En cas d'incapacité du président, le vice-président le remplace et mène son mandat à terme.

## Résultats
Les résultats officiels comportent une erreur mathématique, l'addition des voix des trois candidats donnant un total de 418 449 suffrages, contre 418 447 votes valides.
| Candidat               | Candidat                      | Parti                  | Voix    | %     |
| ---------------------- | ----------------------------- | ---------------------- | ------- | ----- |
|                        | Teodoro Obiang Nguema Mbasogo | PDGE                   | 405 910 | 97,00 |
|                        | Andrés Esono Ondó             | CPDS                   | 9 684   | 2,31  |
|                        | Buenaventura Monsuy Asumu     | PCSD                   | 2 855   | 0,68  |
|                        |                               |                        |         |       |
| Votes valides          | Votes valides                 | Votes valides          | 418 447 | 99,50 |
| Votes blanc            | Votes blanc                   | Votes blanc            | 804     | 0,19  |
| Votes invalides        | Votes invalides               | Votes invalides        | 1 278   | 0,31  |
| Total                  | Total                         | Total                  | 420 529 | 100   |
| Abstention             | Abstention                    | Abstention             | 7 142   | 1,67  |
| Inscrits/Participation | Inscrits/Participation        | Inscrits/Participation | 427 671 | 98,33 |

## Analyse
Le scrutin est précédé comme avant chaque élection d'une campagne d'arrestations d'opposants. Le gouvernement affirme cette fois-ci avoir déjoué un complot de l'opposition visant à organiser des attentats. Seul candidat véritablement en lice face à une opposition de façade, Teodoro Obiang Nguema Mbasogo est réélu sans surprises. Détenteur avec quarante trois ans au pouvoir du record de longévité pour un chef d'état hors monarchie, il entame ainsi à 80 ans son sixième mandat,.